# Mario Kirew
Mario Kirew (bulgarisch Марио Кирев; * 15. August 1989 in Dupniza) ist ein bulgarischer Fußballtorwart.

## Karriere

### Im Verein
Mario Kirew begann seine Karriere beim FC Germanea in Saparewa Banja. Im Alter von 14 Jahren wechselte er in die Jugendabteilung von Slawia Sofia, wo er im August 2007 seinen ersten Kontrakt als Profi unterzeichnete. Sein Debüt in der A Grupa, der höchsten bulgarischen Spielklasse, gab Kirew am 25. April 2008 im Spiel gegen Spartak Warna. In der ersten Halbserie der folgenden Saison war er Stammtorwart bei Slawia Sofia.
Im Dezember 2008 nahm Mario Kirew an einem Probetraining bei Juventus Turin teil und unterzeichnete am 22. Januar 2009 einen Vierjahresvertrag beim italienischen Rekordmeister. Neben Juventus waren auch Manchester City, der FC Getafe und der Hamburger SV an dem jungen Torhüter interessiert. Juventus lieh ihn bis zum Saisonende an den Schweizer Klub Grasshopper Zürich aus, wo er allerdings nicht zum Einsatz kam, da er keine Arbeitserlaubnis erhalten hatte.
Nachdem Kirew mit Juves Jugendmannschaft Primavera das prestigereiche Torneo di Viareggio gewonnen hatte, wurde er im Februar 2010 erneut in die Schweiz, diesmal zum FC Thun in die Challenge League, ausgeliehen. Nach seiner Rückkehr kam er in der Saison 2010/11 in Turin nicht zum Einsatz. Im Sommer 2011 wurde er für ein Jahr an den FC Timișoara in die rumänische Liga II ausgeliehen. Mit seinem neuen Klub belegte er am Ende der Saison 2011/12 den ersten Platz, durfte aber aufgrund von Steuerschulden nicht aufsteigen. Anschließend verpflichtete ihn Timișoaras Nachfolgeverein ACS Poli Timișoara, mit dem ihm Ende der Spielzeit 2012/13 in die Liga 1 aufstieg. Dort kam er in der Saison 2013/14 als Nummer drei hinter Nuno Claro und Eduard Pap nur zu einem Einsatz. Er wechselte nach dem Abstieg Polis zum FC Olt Slatina in die Liga II, löste seinen Vertrag aber schon Ende August 2014 wieder auf. Anfang 2015 kehrte er zu Slawia Sofia zurück. Er konnte sich gegenüber Emil Petrow durchsetzen und wurde zur Nummer eins im Tor. In der Saison 2015/16 konnte er seinen Status zunächst verteidigen. Anfang Dezember 2015 verlor er seinen Platz im Team an seinen Stellvertreter Georgi Petkow. Am Saisonende erreichte er mit seinem Klub die Qualifikation zur Europa League. Zu Beginn der Spielzeit 2016/17 wurde er wieder die Nummer eins zwischen den Pfosten.

### In der Nationalmannschaft
Mario Kirew debütierte im August 2008 in der bulgarischen U-21-Nationalmannschaft, für die er vier Spiele bestritt.

## Erfolge
- Torneo di Viareggio: 2010